# Vénus Cloacina

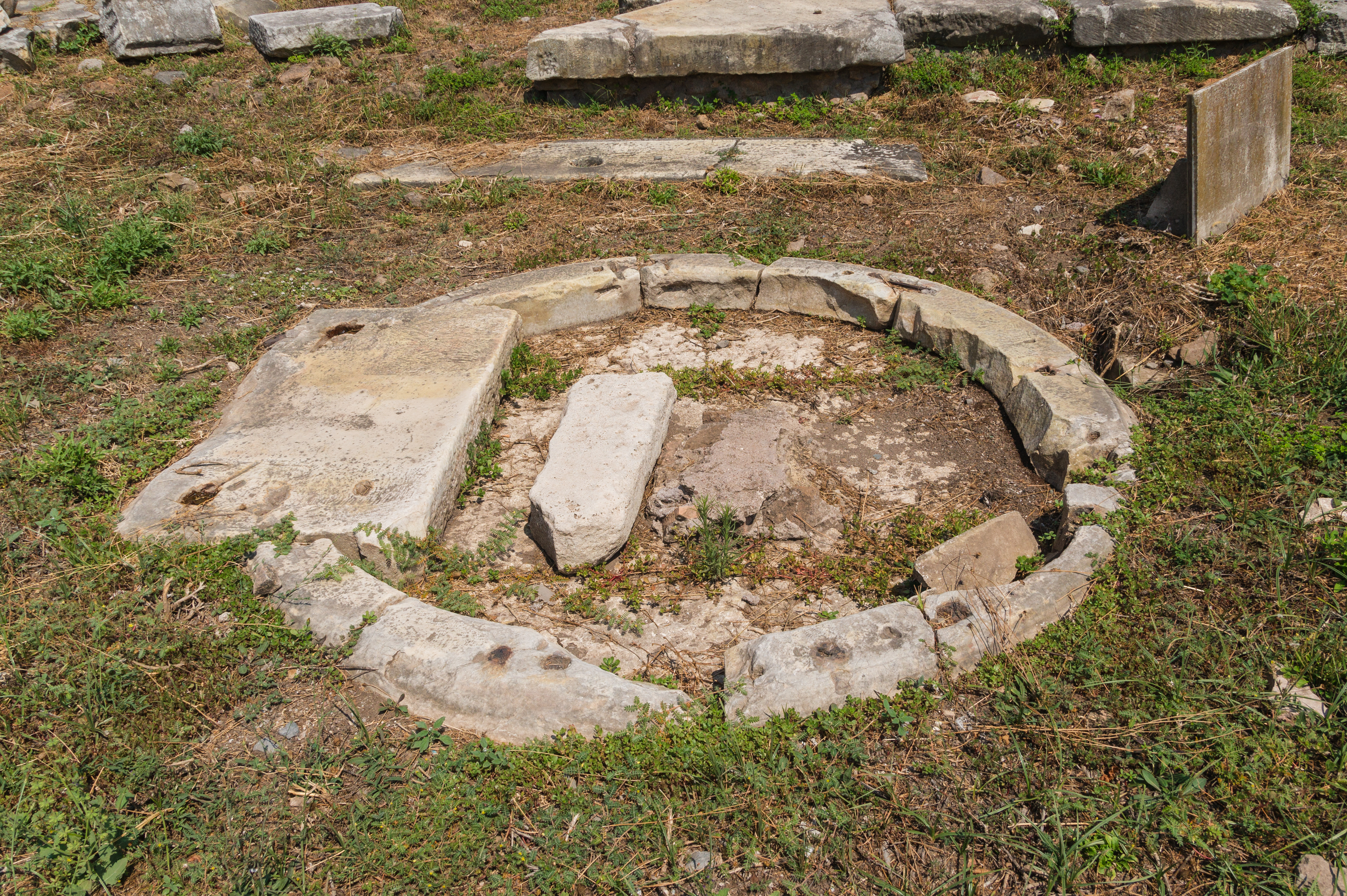
L'emplacement du sanctuaire de Vénus cloacina dans le Forum romain, à Rome.

Cloacina, « purificatrice » (ou, en français, Cloacine) est une épithète de Vénus. Au centre de Rome, sur le forum romain, un sanctuaire, le sacellum de la Vénus Cloacina, fut construit à l'endroit où la Cloaca Maxima entrait dans le forum.

## Tradition
Pline l'Ancien raconte que les Romains et les Sabins, s'étant réconciliés après l'enlèvement des Sabines, se purifièrent avec des branches de myrte sur l'emplacement où se trouvaient les statues de Vénus Cloacine à l'époque où Pline écrivait. Il ajoute qu'on avait choisi le myrte, arbre de Vénus, parce que Vénus présidait aux unions. On interprète cette explication de Pline comme une extension aux unions politiques de la fonction qu'avait Vénus de protéger la fidélité des unions conjugales. 

## Sarcasmes chrétiens
Aucun auteur romain classique ne donne Vénus Cloacina comme présidant à la Cloaca Maxima, le principal égout de Rome, entrepris à l'époque de Tarquin l'Ancien pour drainer les eaux du forum. Ce rôle n'est attesté que dans la polémique chrétienne contre les païens. Il est cependant admis par des auteurs modernes comme Samuel Ball Platner.
Lactance, autorité bien tardive, et peut-être emportée par son zèle antipaïen, dit que Tatius, roi sabin, trouva une représentation d'une divinité dans les égouts et ne sachant pas qui elle était, la consacra avec le nom de l'endroit où il l'avait trouvée (Cloacinae simulacrum in cloaca maxima repertum Tatius consecravit, et quia cuius effigies ignorabit, ex loco illi nomen imposuit).
Saint Augustin lui emboite le pas pour railler la religion romaine païenne : « Mais cherchons, je vous prie, parmi cette multitude de dieux qu’adoraient les Romains, quel est celui ou quels sont ceux à qui ils se croient particulièrement redevables de la grandeur et de la conservation de leur empire ? Je ne pense pas qu’ils osent attribuer quelque part dans un si grand et si glorieux ouvrage à la déesse de Cloacina, ou à Volupia, qui tire son nom de la volupté, ou à Libentina, qui prend le sien du libertinage, ou à Vaticanus, qui préside aux vagissements des enfants. »

## Sources antiques
- Plaute, Curculio, 471.
- Tite-Live, Histoire romaine [détail des éditions] [lire en ligne], III, 48, 5.
- Pline l'Ancien, Histoire naturelle [détail des éditions] [lire en ligne] ; en latin : Naturalis Historia, XV, 119-120; en français : Histoire naturelle, XV, 119-120.
- Servius, Commentaire à l'Énéide [détail des éditions] [(la) lire en ligne], I, 720. Consultable sur le site Perseus.
- Tertullien, Adversus Marcionem, 1, 18.
- Lactance, Institutions divines,livre 1er, ch. 20, § 11. (Ce livre 1er est parfois cité comme De falsa religione.)
- Saint Cyprien, De Idolarum vanitate
- Saint Augustin, La Cité de Dieu, l. 4, ch. 23.

## Études modernes
- Samuel Ball Platner (complété et révisé par Thomas Ashby), A Topographical Dictionary of Ancient Rome, Londres, Oxford University Press, 1929, art. Sacrum Cloacinae. Mis en ligne par l'université de Chicago.
- R. Schilling, La religion romaine de Vénus, Paris, 1954, pp. 210-215.
- C. C. van Essen, « Venus Cloacina », Mnemosyne, 4e série, vol. 9, (1956), pp. 137-144. (Consultation payante en ligne.)